# Хендрикје ван Андел Шипер
Хендрикје "Хени" ван Андел-Шипер (29. јун 1890 — 30. август 2005) била је холандска суперстогодишњакиња, која је време своје смрти била најстарија жива особа у Европи. Она је такође и холандска рекордерка дуговечности. Оборила је рекорд Катарине ван Дам-Гроеневелд (1887–2001) и продужила га за око две године на 115 година, 62 дана.

## Биографија
Хендрикје ван Андел-Шипер рођена је као Хендрикје Шипер у малом селу Клостервен (до сада део Асена, Холандија) 29. јуна 1890. од родитеља Маринес Шипер и Еберте Венекамп. Рођена неколико месеци прерано, током младости имала је лоше здравље. Преживела је рођење тек након што је бака инсистирала да се брине о њој. Такође, саветовано је да неће похађати школу због тога што је у детињству често била болесна. Као резултат тога, родитељи су је школовали код куће, али је касније завршила пред разредом као учитељица, када је почела да предаје.
Године 1925. са 35 година, заједно са родитељима преселила у Хаг, где ће се десет година касније састати са својим будућим супругом Диком ван Анделом, који је радио у пореској управи Амстердама. Како је већ раније био ожењен, њени родитељи нису одобравали ту везу, због чега је прекинула везу са њим. Због мале количине хране у више холандских градова током Другог светског рата, госпођа Ван Андел-Шипер није имала другог избора него да прода свој накит како би купила храну. У браку са својим мужем била би двадесетак година, све до његове смрти од рака 1960. године; последично, Хендрикје се вратиола у Хогевен,( Дренте). Остала је доброг здравља тридесетак година, пре него што се 1990. борила и победила од рака дојке и преселила се у дом пензионера 'Де Вестерким' у Мају 1996. године са скоро 106 година.
Позната и као „тетка Хени“ или „бака Хени“, Ван Андел-Шипер је у позним годинама стекла значајну медијску пажњу, јер је неколико година била најстарији становник Холандије, састајала се и са члановима холандске краљевске породице у редовним интервалима и често су је питали за њене тајне дуговечности. Поврх тога, с обзиром да је госпођа Ван Андел-Шипер била љубитељ фудбалског клуба Ајакс, клуб би препознао њену подршку тако што би је чланови посетили за њен 115. рођендан. Неколико месеци касније, Хендрикје ван Андел-Шипер је мирно преминула у сну. Сматрало се да је она најстарија жива особа на свету након смрти Рамоне Тринидад Иглесиас-Јордан 29. маја 2004. па до њене смрти, међутим, та титула је постхумно повучена 9. децембра 2005. године, када је Марија Каповила из Еквадора, рођена 14. септембра 1889, документована и призната као најстарија жива особа на свету.